# (16240) 2000 GJ115
A (16240) 2000 GJ115 a Naprendszer kisbolygóövében található aszteroida. A LINEAR projekt keretében fedezték fel 2000. április 8-án.